# Combinaisons d'armes à feu et de cartouches dangereuses
 (juillet 2023).

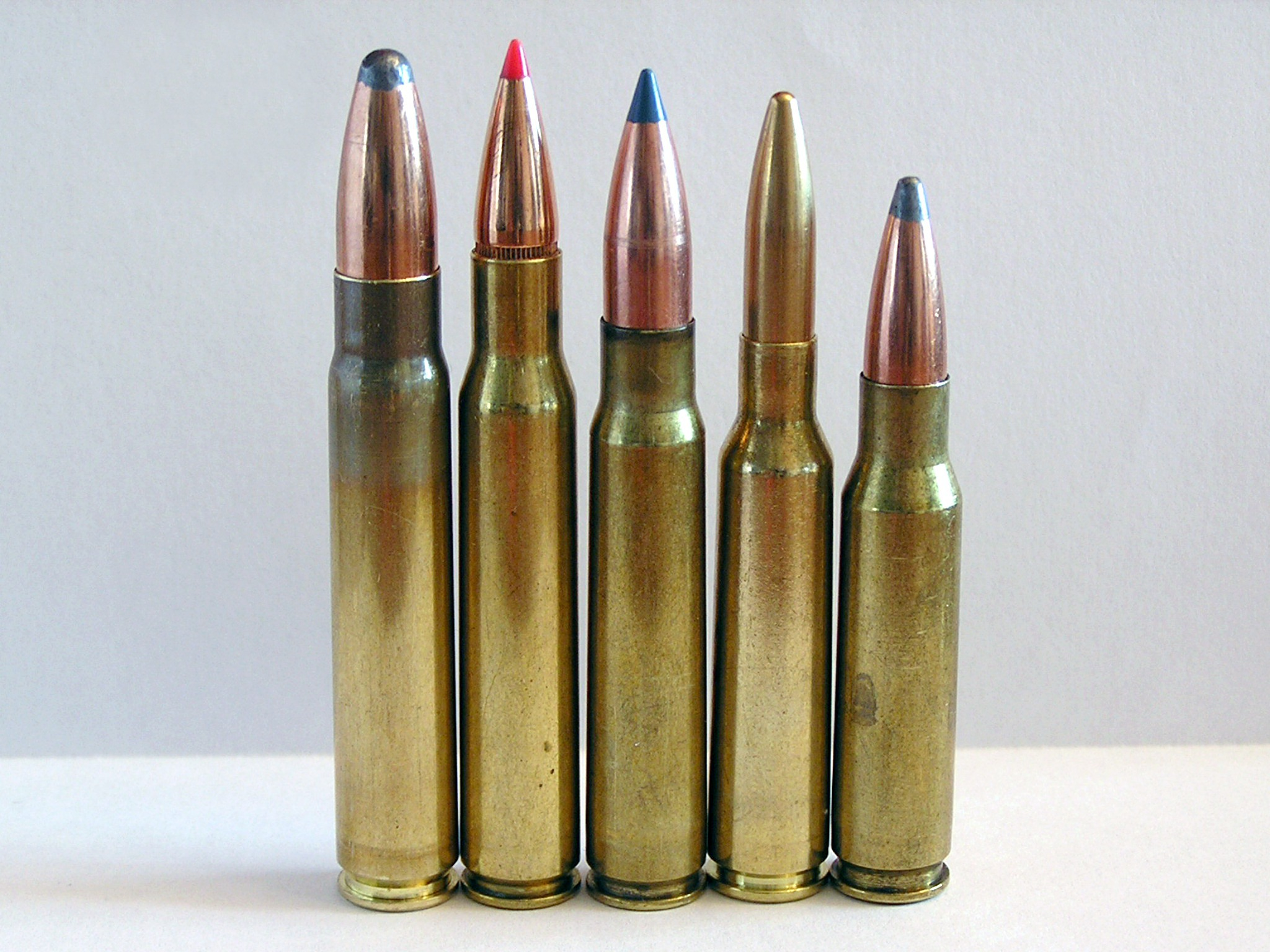
De gauche à droite : 9,3 × 62 mm, .30-06 Springfield, 8x57 mm, 6,5 × 55 mm, 308 Winchester.

Les combinaisons d'armes à feu et de cartouches dangereuses sont des associations d'armes à feu et de cartouches non-prévue pour s'associer à l'origine et qui peuvent entraîner des situations dangereuses pour le tireur lors du tir.
Les combinaisons dangereuses peuvent survenir en raison de l'utilisation d'une cartouche destinée à un autre chambrage (voir la liste SAAMI ci-dessous), ou de l'utilisation de munitions avec une pression supérieure dans une arme à feu non conçue pour de telles pressions, de l'utilisation de munitions explosives ou tout autre munitions dangereuses.
Un autre exemple de combinaison d'arme à feu et de cartouche dangereuse est le tir de cartouches à sabot dans des armes à feu avec des dispositifs de bouche (tels qu'un suppresseur de flash, un frein de bouche ou une choke ) à moins que le dispositif de bouche n'ait été spécifiquement conçu pour une utilisation sûre avec ce type particulier de munitions (voir Munitions sabotées et dispositifs de bouche ci-dessous).

## Liste SAAMI
Le Sporting Arms and Ammunition Manufacturers 'Institute (SAAMI) basé aux États-Unis a répertorié un certain nombre de combo connues de chambrage et de cartouches d'armes à feu dangereux qui peuvent être a l'origine d'incident.
Les exemples comprennent :
- Tirer une balle .22 Long Rifle dans un fusil .17 HMR
- Tirer une cartouche .357 Magnum dans un revolver .38 Special (l'inverse est cependant une pratique sûre et très courante)
- Tirer une cartouche 9 × 19 mm dans un pistolet .40 S&W
- Tirer une cartouche .300 Blackout dans un fusil Remington .223
- Tirer un cartouche de fusil de calibre ou d'alésage correct, mais dans une longueur de chambre trop courte (par exemple une cartouche de 70 mm dans une chambre de 65 mm)

Bien que le tableau ci-dessous répertorie les combinaisons les plus dangereuses connues par la SAAMI, la liste n'est pas exhaustive de toutes les combinaisons dangereuses en raison du grand nombre de cartouches et des innovation dans le milieu.
| Chambrage de l'arme                      | Munition dangereuse |
| ---------------------------------------- | --- |
| Cartouche a bourrelet:                   | |
| 5 mm Remington Rimfire Magnum            | .17 Precision Made Cartridge, .17 Mach 2, .22 BB Cap, .22 CB Cap, .22 Short, .22 Long, .22 Long Rifle, .22 Long Rifle Shot, .22 Winchester Automatic |
| .17 Hornady Magnum Rimfire               | .17 Precision Made Cartridge, .17 Mach 2, .22 CB Short, .22 Short, .22 Long, .22 Long Rifle, .22 Stinger, .22 CB, .17 Hornady Magnum Rifle |
| .17 Winchester Super Magnum              | .17 Hornady Magnum Rifle |
| .17 Precision Made Cartridge             | .22 BB Cap |
| .22 Short                                | .17 Mach 2 |
| .22 Long                                 | .17 Mach 2 |
| .22 Winchester Rimfire                   | .17 Precision Made Cartridge, .22 BB Cap, .22 CB Cap, .22 Short, .22 Long, .22 Long Rifle, .22 Long Rifle Shot |
| .22 Winchester Magnum                    | .17 Precision Made Cartridge, .22 BB Cap, .22 CB Cap, .22 Short, .22 Long, .22 Long Rifle, .22 Long Rifle Shot |
| .22 Winchester Automatic                 | .17 Precision Made Cartridge, .22 BB Cap, .22 CB Cap, .22 Short, .22 Long, .22 Long Rifle, .22 Long Rifle Shot |
| .25 Stevens                              | 5 mm Remington RF Magnum |
| Cartouche de fusil:                      | |
| 10 gauge (19.7 mm)                       | 12 gauge (18.5 mm) |
| 12 gauge (18.5 mm)                       | 16 gauge (16.8 mm), 20 gauge (15.6 mm) |
| 16 gauge (16.8 mm)                       | 20 gauge (15.6 mm) |
| 20 gauge (15.6 mm)                       | 28 gauge (14.0 mm) |
| .410 bore (10.4 mm)                      | Any centerfire metallic cartridge |
| Cartouche à percution centrale:          | |
| 9×19 mm Luger                            | 9×19 mm NATO (Military), .40 S&W, 9×18 Makarov |
| 9 mm Winchester Magnum                   | 9×18 Makarov |
| 9×18 Makarov                             | 9×19 mm Luger, .38 Automatic, .38 Super Automatic +P, .380 Automatic |
| 9×23 mm Winchester                       | .38 Super Automatic +P, .380 Automatic |
| .32 H&R Magnum                           | .32 Long Colt |
| .32 Smith & Wesson                       | .32 Automatic, .32 Long Colt, .32 Short Colt |
| 32-20 Winchester                         | 32-20 Winchester High Velocity |
| .357 Sig                                 | 9×19 mm Luger |
| .38 Automatic                            | .38 Super Automatic +P, 9×19 mm Luger, 9×18 mm Makarov, 9×23 mm Winchester |
| .38 Super Automatic +P                   | 9×19 mm Luger, 9×18 Makarov, 9×23 Winchester |
| .38 Smith & Wesson                       | .38 Automatic, .38 Long Colt, .38 Short Colt, .38 Special, 9×18 Makarov |
| .38 Special                              | .357 Magnum, .380 Automatic |
| .40 S&W                                  | 9×19 mm Luger |
| .44-40 Winchester                        | .44-40 Winchester High Velocity |
| .45 Automatic                            | .38-40 Winchester, .44 Remington Magnum, .44 Special, .44-40 Winchester, .45 Glock Automatic Pistol |
| .45 Colt                                 | .38-40 Winchester, .44 Remington Magnum, .44 Special, .44-40 Winchester, .454 Casull |
| .45 Winchester Magnum                    | .45 Automatic, .45 Glock Automatic Pistol, .454 Casull |
| .45 Glock Automatic Pistol               | .45 Automatic, .45 Winchester Magnum |
| .475 Linebaugh                           | .45 Long Colt, .44 Remington Magnum, .44 S&W Special, .45 Automatic Rim |
| .480 Ruger                               | .45 Long Colt, .44 Remington Magnum, .44 S&W Special, .45 Automatic Rim |
| CENTERFIRE RIFLE:                        | |
| 5.56×45 mm NATO                          | .25-45 Sharps |
| 6 mm Remington (.244 Rem)                | .250 Savage, 7.62×39 mm |
| 6.5 mm Remington Magnum                  | .300 Savage |
| 6×47 mm Remington                        | .25-45 Sharps |
| 6.5 mm Creedmoor                         | .357 Magnum, .357 Remington Maximum |
| 6.5-06 A-Square                          | 7.62×39 mm |
| 6.5x55 mm                                | 7 mm BR Remington, 7.62×39 mm, .300 Savage |
| 6.5-284 Norma                            | 6 mm Creedmoor, 6.5 mm Creedmoor |
| 6.5-300 Weatherby Magnum                 | .257 Weatherby Magnum, .270 Weatherby Magnum, 7 mm Weatherby Magnum, 7 mm Remington Magnum, .300 Winchester Magnum, .338 Winchester Magnum |
| 7 mm Express Remington                   | 7×57 mm, .270 Winchester, .30 Remington, .30-30 Winchester, .300 Savage, .308 Winchester, .32 Remington, .375 Winchester, .38-55 Winchester |
| 7×57 mm                                  | 7.62×39 mm, .300 Savage, .30-30 Winchester |
| 7 mm Remington Magnum                    | 7 mm Express Remington, 7×57 mm, 7 mm Remington Ultra Magnum, 7 mm Weatherby Magnum, .270 Winchester, .280 Remington, .300 Winchester Magnum, .303 British, .308 Winchester, .35 Remington, .350 Remington Magnum, .375 Winchester, .38-55 Winchester                                                                                                 |
| 7 mm Remington Short Action Ultra Magnum | 7 mm-08 Remington, .357 Remington Maximum, .454 Casull, .480 Ruger |
| 7 mm Remington Ultra Magnum              | .300 Winchester Magnum |
| 7 mm Shooting Times Westerner            | .30-06 Springfield, .30-40 Krag, .300 Winchester Magnum, .350 Remington |
| 7 mm Weatherby Magnum                    | 7 mm Express Remington, 7×57 mm, 7 mm Remington Magnum, 8×57 mm, .270 Winchester, .280 Remington, .303 British, .308 Winchester, .35 Remington, .350 Remington Magnum, .375 Winchester, .38-55 Winchester |
| 7 mm-08 Remington                        | 7.62×39 mm |
| 8×57 mm                                  | 7×57 mm, .35 Remington |
| 8 mm Remington Magnum                    | .338 Winchester Magnum, .350 Remington Magnum, .358 Norma Magnum, .375 Winchester, .38-55 Winchester |
| .17 Remington                            | .221 Remington Fireball, .25-45 Sharps, .30 Carbine, .300 AAC Blackout |
| .17-223 Remington                        | .17 Remington, .221 Remington Fireball, .30 Carbine |
| .20 Nosler                               | .221 Remington Fireball, .300 AAC Blackout |
| .204 Ruger                               | .25-45 Sharps |
| .22-250 Remington                        | .204 Ruger |
| .22 Nosler                               | .300 AAC Blackout |
| .220 Swift                               | 7.62×39 mm |
| .222 Remington                           | .25-45 Sharps, .300 AAC Blackout |
| .223 Remington                           | 5.56×45mm NATO, .222 Remington, 25-45 Sharps, .30 Carbine, .300 AAC Blackout |
| .224 Weatherby Magnum                    | .222 Remington Magnum |
| .240 Weatherby Magnum                    | .220 Swift, .225 Winchester |
| .243 Winchester                          | 7.62×39 mm, .225 Winchester, .250 Savage, .300 Savage |
| .243 Winchester Super Short Magnum       | .30 Carbine, .32-20 Winchester |
| .25 Winchester Super Short Magnum        | .30 Carbine, .32-20 Winchester |
| .25-06 Remington                         | 7 mm BR Remington, 7.62×39 mm, .308 Winchester |
| .25-45 Sharps                            | .300 AAC Blackout |
| .257 Roberts                             | 7.62×39 mm, .250 Savage |
| .257 Weatherby Magnum                    | .25-06 Remington, .25-35 Winchester, 6.5 mm Remington Magnum, .284 Winchester, 7 mm-08 Remington, 7×57 mm, 7.62×39 mm, .300 Savage, .303 Savage, .307 Winchester, .308 Winchester, .30-30 Winchester, .32 Winchester, .32-40 Winchester, .35 Remington, .350 Remington Magnum, .356 Winchester, .358 Winchester, .375 Winchester, .38-55 Winchester   |
| .26 Nosler                               | 7 mm Remington Short Action Ultra Magnum, .30-30 Winchester |
| .264 Winchester Magnum                   | .270 Winchester, .284 Winchester, .303 British, .350 Remington, .375 Winchester, .38-55 Winchester |
| .27 Nosler                               | 7 mm Remington Magnum, 30-30 Winchester |
| .270 Weatherby Magnum                    | .25-06 Remington, .270 Winchester, .280 Remington, .284 Winchester, 7 mm-08 Remington, 7-30 Waters, .30 Remington, .30-30 Winchester, .300 Savage, .303 Savage, .307 Winchester, .308 Winchester, .32 Winchester, .32 Winchester Special, .32-40 Winchester, .35 Remington, .35 Remington Magnum, .356 Winchester, .375 Winchester, .38-55 Winchester |
| .270 Winchester                          | 7.62×39 mm, .30 Remington, .30-30 Winchester, .300 Savage, .308 Winchester, .32 Remington, .375 Winchester, .38-55 Winchester |
| .270 Winchester Short Magnum             | 7 mm Remington Short Action Ultra Magnum, .32-40 Winchester, .38-40 Winchester, .44-40 Winchester, .44 Remington Magnum, .45 Colt, .454 Casull, .480 Ruger |
| .28 Nosler                               | .30-30 Winchester |
| .280 Remington                           | 7×57 mm, 7.62×39 mm, .270 Winchester, .30 Remington, .30-30 Winchester, .300 Savage, .308 Winchester, .32 Remington, .375 Winchester, .38-55 Winchester |
| .284 Winchester                          | 7×57 mm, .300 Savage |
| .30 Thompson Center                      | .41 Remington Magnum, .44 Remington Magnum, .44 Smith & Wesson Special, .45 Automatic |
| 30-06 Springfield                        | 7.62×39 mm, 8×57 mm, .32 Remington, .35 Remington, .375 Winchester, .38-55 Winchester |
| .30-40 Krag                              | .303 British, .303 Savage, .32 Winchester Special |
| .30-378 Weatherby Magnum                 | 8 mm Remington Magnum, .300 Remington Ultra Magnum, .300 Weatherby Magnum, .300 Winchester Magnum, .338 Winchester Magnum, .340 Weatherby Magnum |
| .300 Holland & Holland Magnum            | 8×57 mm, .30-06 Springfield, .30-40 Krag, .375 Winchester, .38-55 Winchester |
| .300 Pegasus                             | .300 Remington Ultra Magnum |
| .300 Remington Short Action Ultra Magnum | 7 mm-08 Remington |
| .300 Remington Ultra Magnum              | .30 Remington, .30-30 Winchester, .300 Savage, .308 Winchester, .32 Winchester Special, .357 Remington Maximum, .454 Casull, .480 Ruger |
| .300 Savage                              | .338 Winchester Magnum |
| .300 Weatherby Magnum                    | 6.5-300 Weatherby Magnum, .338 Winchester Magnum |
| .300 Winchester Magnum                   | 8 mm Mauser round nose magnum, .303 British, .350 Remington Magnum, .375 Winchester, .38-55 Winchester |
| .300 Winchester Short Magnum             | .32-40 Winchester, .38-40 Winchester, .44-40 Winchester, .44 Remington Magnum, .45 Colt, .454 Casull, .480 Ruger |
| .303 British                             | .30-30 Winchester, .32 Winchester Special |
| .303 Savage                              | .30-30 Winchester, .32 Winchester Special, .32-40 Winchester |
| .308 Marlin Express                      | .38-40 Winchester, .41 Remington Magnum, .44 Remington Magnum, .44 Smith & Wesson Special, .44-40 Winchester |
| .308 Winchester                          | 7.62×39 mm, .300 Savage |
| .338 Excalibur                           | .300 Remington Ultra Magnum |
| .338 Lapua Magnum                        | .444 Marlin |
| .338 Remington Ultra Magnum              | .300 Weatherby Magnum, .35 Whelen |
| .338 Winchester Magnum                   | .375 Winchester, .38-55 Winchester |
| .338-06 A-Square                         | .35 Remington |
| .338-378 Weatherby Magnum                | .338 Remington Ultra Magnum |
| .340 Weatherby Magnum                    | 6.5-300 Weatherby Magnum, .350 Remington Magnum, .375 Winchester, .38-55 Winchester, .416 Taylor Magnum, .444 Marlin |
| .348 Winchester                          | .35 Remington |
| .35 Remington                            | .30-30 Winchester |
| .358 Shooting Times Alaskan              | 7 mm Shooting Times Westerner, .338 Winchester Magnum, 8 mm Remington, .350 Remington Magnum, .358 Norma Magnum, .375 Winchester, .38-55 Winchester, .416 Taylor Magnum |
| .375 H&H Magnum                          | .375 Winchester, .38-55 Winchester |
| .375 Remington Ultra Magnum              | .375 H&H Magnum, .375 Ruger |
| .375 Weatherby                           | 6.5-300 Weatherby Magnum, .416 Taylor Magnum |
| .375 Winchester                          | .38-55 Winchester, .41 Long Colt |
| .378 Weatherby Magnum                    | .375 Remington Ultra Magnum, .416 Taylor Magnum, .444 Marlin, .45-70 Government |
| .38-55 Winchester                        | .375 Winchester, .41 Long Colt, .405 Winchester, 7x30 mm Waters, .30-30 Winchester, .30-40 Krag, .303 British, .375 Winchester, .38-55 Winchester |
| .416 Rigby                               | .300 Remington Ultra Magnum, .338 Remington Ultra Magnum, .416 Remington, .416 Ruger |
| .416 Ruger                               | .444 Marlin, .45-70 Government, .450 Marlin, .500 Smith & Wesson |
| .416 Weatherby Magnum                    | .416 Remington, .416 Rigby, .416 Ruger, .45-70 Government |
| .45-70 Government                        | .454 Casull, .475 Linebaugh, .480 Ruger |
| .458 Lott                                | 6.5-300 Weatherby Magnum |
| .460 Weatherby Magnum                    | .458 Winchester |

## Munitions sabotées (à sabot) et dispositifs de bouche
Les munitions sabotées utilisent un accélérateur (souvent en plastique) pour propulser un projectile beaucoup plus petit dans un gros calibre. Un exemple de telles munitions est un pénétrateur de blindage léger saboté (SLAP), comme par exemple la cartouche de 12,7 × 99 mm désignée M962.
Les dispositifs de bouche, comme un cache flamme, un frein de bouche ou une choke, et avec les freins de bouche en particulier, peuvent provoquer une accumulation de matière comme le cuivre, de plomb, etc. lors du tir. En particulier, le tir de munitions sabotées dans des armes à feu avec dispositifs de bouche peut laisser des résidus dans l'alésage lors du tir, ce qui peut entraîner une augmentation de la pression du canon et de la chambre lors des tir suivant. Le manuel du tireur d'élite "Hard-Target Interdiction" contient l'avertissement suivant à la page 411 :

« Do not fire any style saboted ammunition in a weapon fitted with a muzzle brake, compensator, flash hider or shotgun choke unless you are sure that they are compatible. »

— Dean Michaelis
"ne tirer aucun type de munition sabotées dans une arme équipé d'une freint de bouche, d'un modérateur de sons  , d'un cache flame , ou d'une choke sans etre sur que ces équipement soient compatible"
Le manuel poursuit en disant que de telles obstructions peuvent être difficiles à détecter lors d'une inspection visuelle pendant le nettoyage de l'arme , et que l'obstruction est susceptible de se déloger après avoir fait feu et donc de ne pas être détectable après un incident de tir grave.
Il est connu que d'autres obstructions dans l'alésage du canon, telles que la glace, la boue ou même l'humidité, peuvent provoquer des augmentations similaires de la pression du canon. C'est pour cette raison qu'il faut préserver les armes des contraintes environnementales.

## Exemples d'utilisations abusives courantes des cartouches
En Norvège, il y a eu plusieurs exemples de cartouches .308 Winchester tirées dans des fusils de surplus norvégiens K98k rechambrés pour .30-06 Springfield. Dans la nomenclature militaire norvégienne, le premier est appelé 7,62 × 51 mm (surnommé « 7,62 kort », littéralement « 7,62 court »), tandis que le second est appelé 7,62 × 63 mm (surnommé « 7,62 lang », littéralement « 7,62 long »). Les deux cartouches sont des cartouches très souvent utiliser pour la chasse en Norvège. Le fait de tirer la cartouche .308, plus courte, signifie que la cartouche manquera de support contre les parois de la chambre dans la chambre .30-06, ce qui déformera fortement l'étui en laiton pendant le tir. Cela peut être dangereux et provoquer une séparation de la tête du boîtier. Le phénomène était à un moment donné si courant que la forme de douille formé à partir d'un tel tir a valu le surnom de .30 Idiot, "une cartouche nommée d'après ses utilisateurs". La confusion pourrait avoir surgi en raison des nombreux fusils allemands laissés en Norvège après la Seconde Guerre mondiale et utilisés par la suite par les forces armées norvégiennes. L'artillerie côtière norvégienne a choisi de conserver ses K98k dans leur chambrage d'origine de 8x57 mm, tandis que l' armée de terre norvégienne et l'armée de l'air norvégienne ont rechambré leurs fusils à Kongsberg Våpenfabrikk. Le.30-06 a été choisi, car c'était la cartouche réglementaire des armes principales de l'armée américaine à l'époque, mais les canons ont été marqués « 7.62 » uniquement. En 1954, l'OTAN a introduit la cartouche de 7,62 × 51 mm OTAN comme cartouche standard, et un petit nombre de carabines Mauser ont été rechambrés en 7,62 × 51 mm OTAN avec la désignation « 7,62 mm Mauser M98kF2 » (avec F2 signifiant « Forbedring 2 », ou littéralement « amélioration 2 »). Le fusil de sniper Kongsberg M59 était également chambré pour 7,62 × 51 mm. Dans le même temps, 7,62 × 51 mm était la cartouche standard de la National Rifle Association of Norway, ce qui a pu semer la confusion. La plupart des forces armées norvégiennes sont passées à l'AG-3 à partir de 1966, mais les systèmes Mauser chambrés en .30-06 ont été utilisés par les forces de réserve de la Home Guard norvégienne jusqu'à ce que la transition vers l'AG-3 ait commencé au début des années 1970. Les fusils excédentaires de la garde intérieure chambrés en .30-06 ont continué à être vendus au personnel militaire, aux tireurs civils et aux chasseurs jusqu'en 2005 environ.
Il existe également un exemple de cartouches 8 × 57 mm tirées dans des fusils .30-06, qui produisaient des douilles surnommées avec humour "7,62 × 57". Dans un cas, au moins quatre coups ont été tirés avant que l'erreur ne soit découverte, et l'arme à feu n'a pas explosé.